# Chaînon Toiyabe
Le chaînon Toiyabe, en anglais Toiyabe Range, est une chaîne de montagne située au Nevada (États-Unis). Son point culminant est l'Arc Dome (3 592 m). Elle s'étire sur 188 km, ce qui en fait la deuxième plus longue chaîne de montagne du Nevada. Elle se trouve dans les comtés de Nye et de Lander.

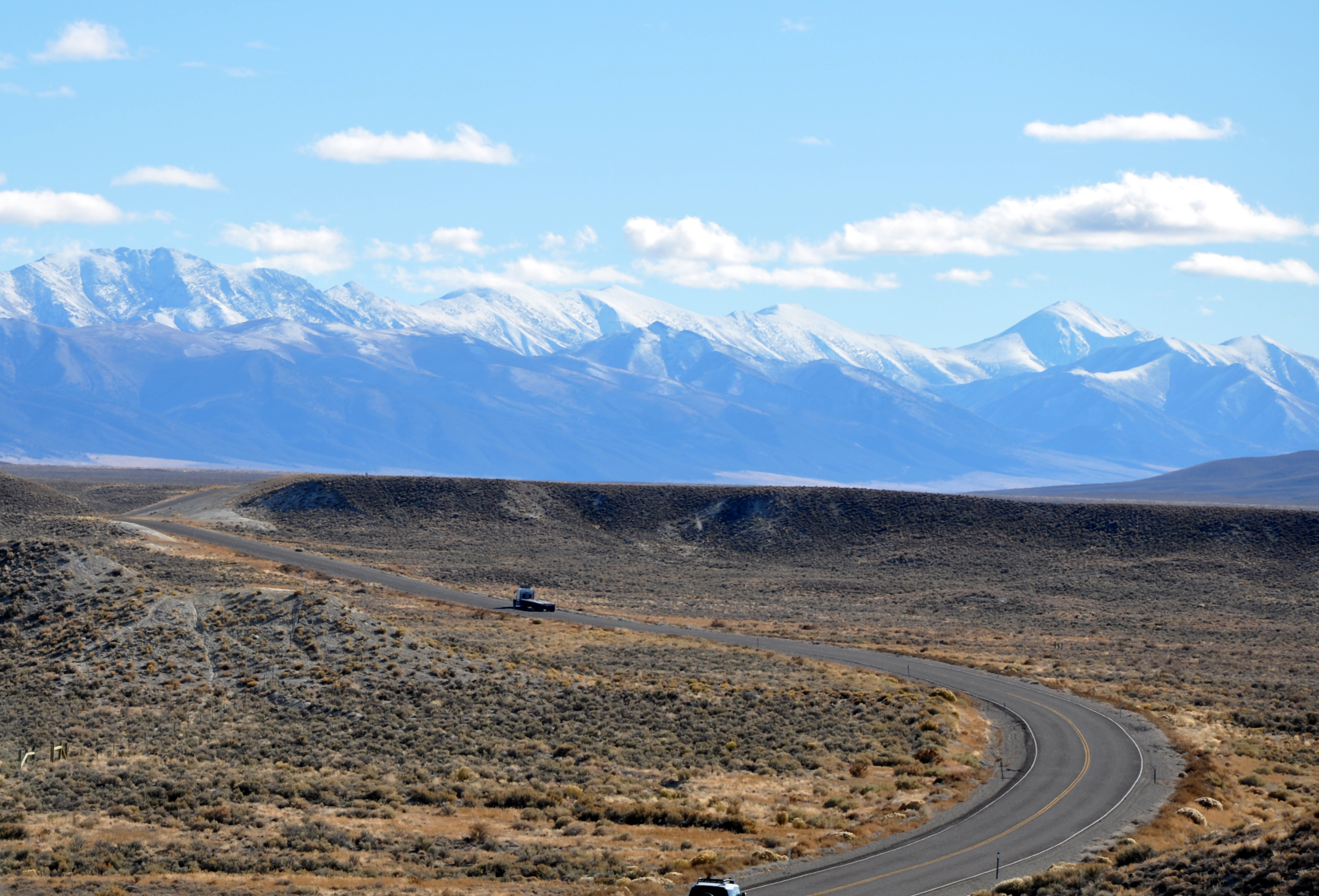
Vue en direction du sud depuis la route 305 aux environs d'Austin.